# Dombó Pál

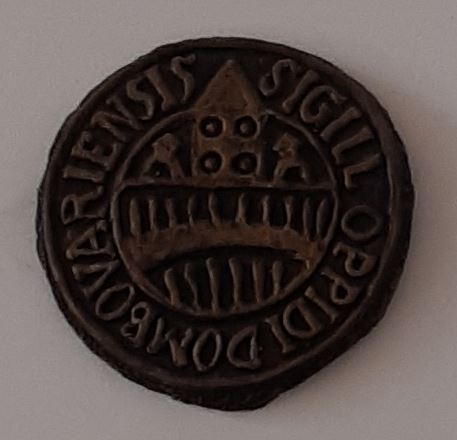
Dombóvár mezővárosi pecsétje - 1715

Dombó (Dombay) Pál (Tolna vármegye, XV. sz. - Tolna vm. XVI. sz. második fele, a felsőnyéki templomban temették el) jogtudós, a királyi tábla egyik bírája. Több társával együtt megbízást kapott 1514-ben, Werbőczy István: Hármas törvénykönyvének (Tripartitum) felülvizsgálatára. A "Kapos és a Balatonból kifolyó Sió közti földnek ura". Dombó vára a 15. században élte fénykorát. Dombóvár város első legbefolyásosabb történelmi személyisége, ura volt Döbrököz várának is.

## Életútja
Apját szintén Dombó Pálnak hívták, lovászmester volt Mátyás király udvarában, de a legnagyobb tekintélyt mégis ifj. Dombó Pál vívta ki magának. Testvérével Miklóssal, sikerült a Dombó család amúgy is nagy tekintélyét, tovább növelni. A család jelentős földterületekhez jutott Pápa környékén is. Felsőnyéken 1760-ban, az öreg templom lebontásakor, sírjának néhány kövét megtalálták.

### Tevékenysége
- Tolna vármegyei alispán - 1470, később főispán 1488-1501
- Tolna megye országgyűlési követe 1505
- királyi táblai ülnök 1507-1514

## Emlékezete
- Dombóvár határában a Pécs felé vezető 611-es főút mellett találhatók Dombó Pál várának romjai a Gólyavár
- nevét utca viseli Dombóváron
- megtalálható kerámia portréja a Dombóvári Pantheonban[4] - 2012
- a dombóvári Kissler Sörfőzde gyártja és forgalmazza a Dombó Pál Sört

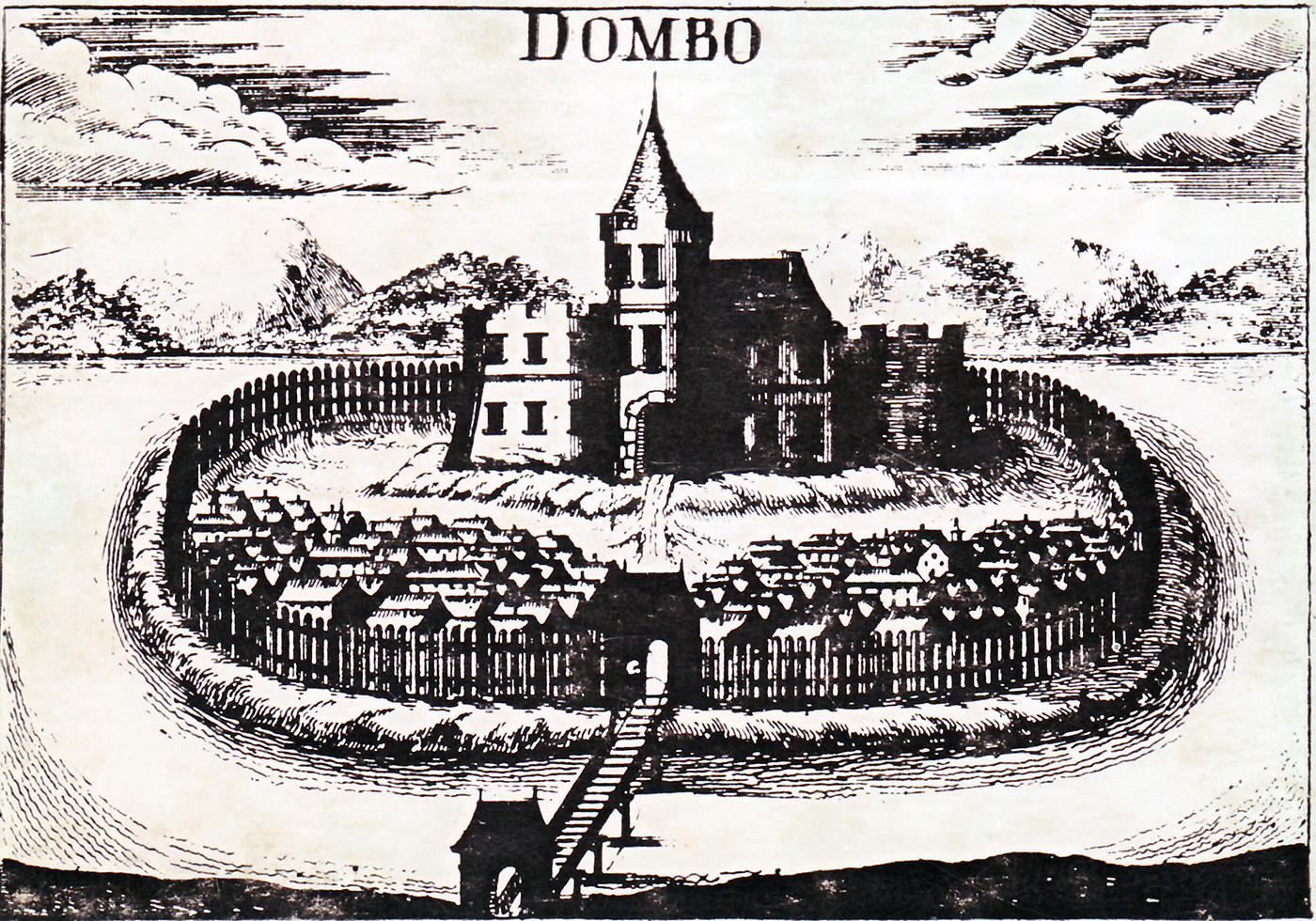
Dombó vára
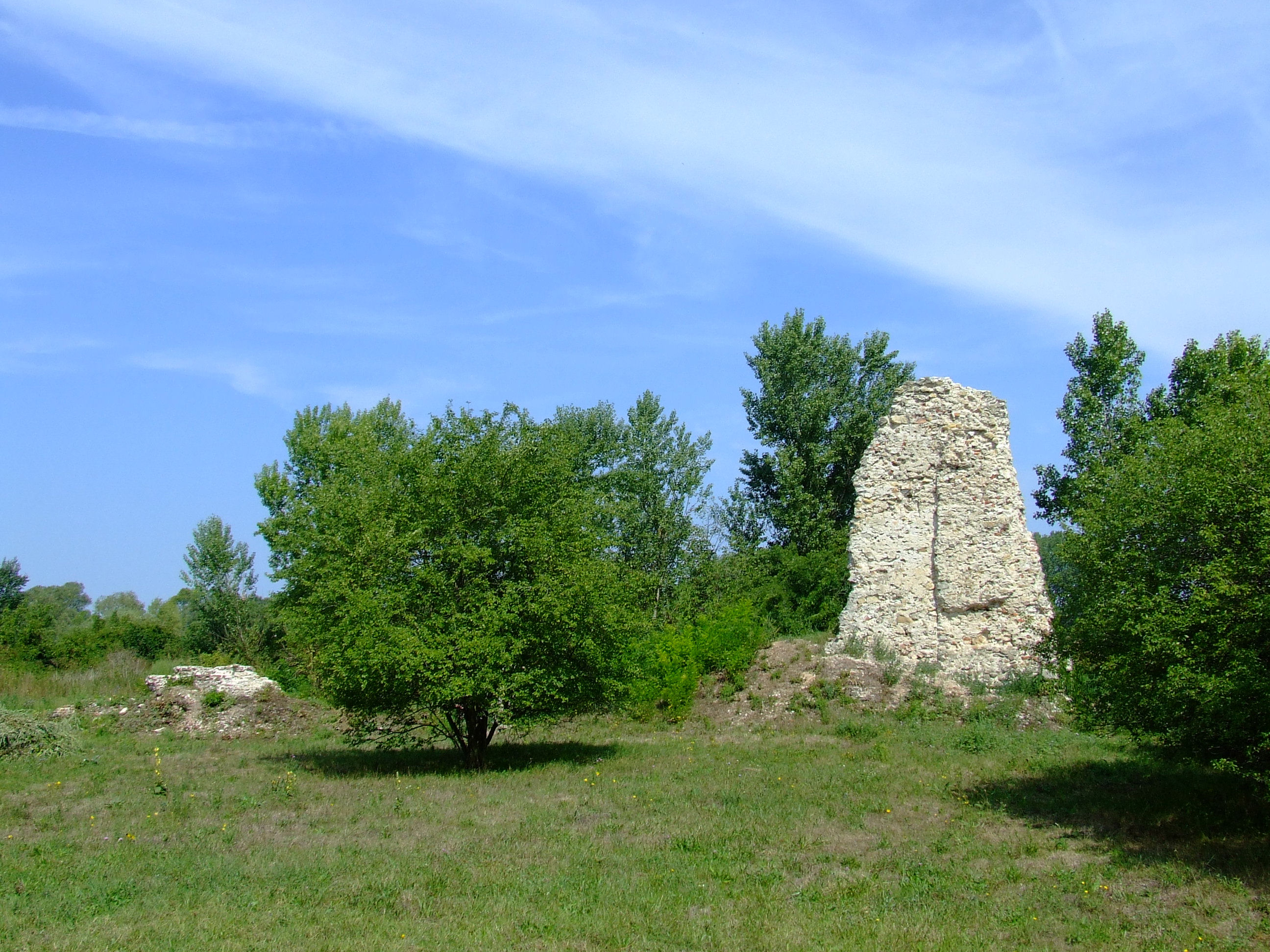
Gólyavár[6] - 2007
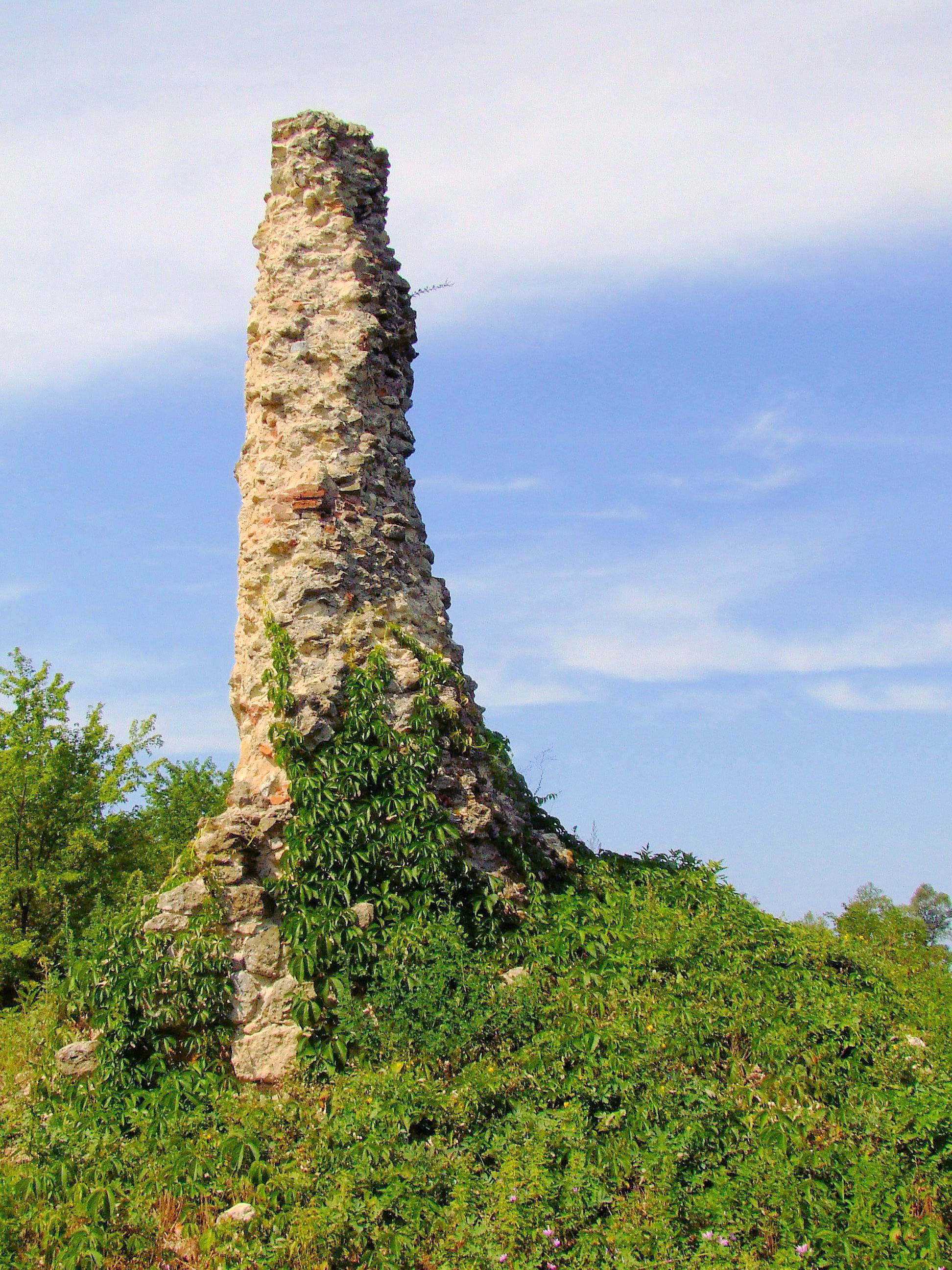
Gólyavár 2[7] - 2007
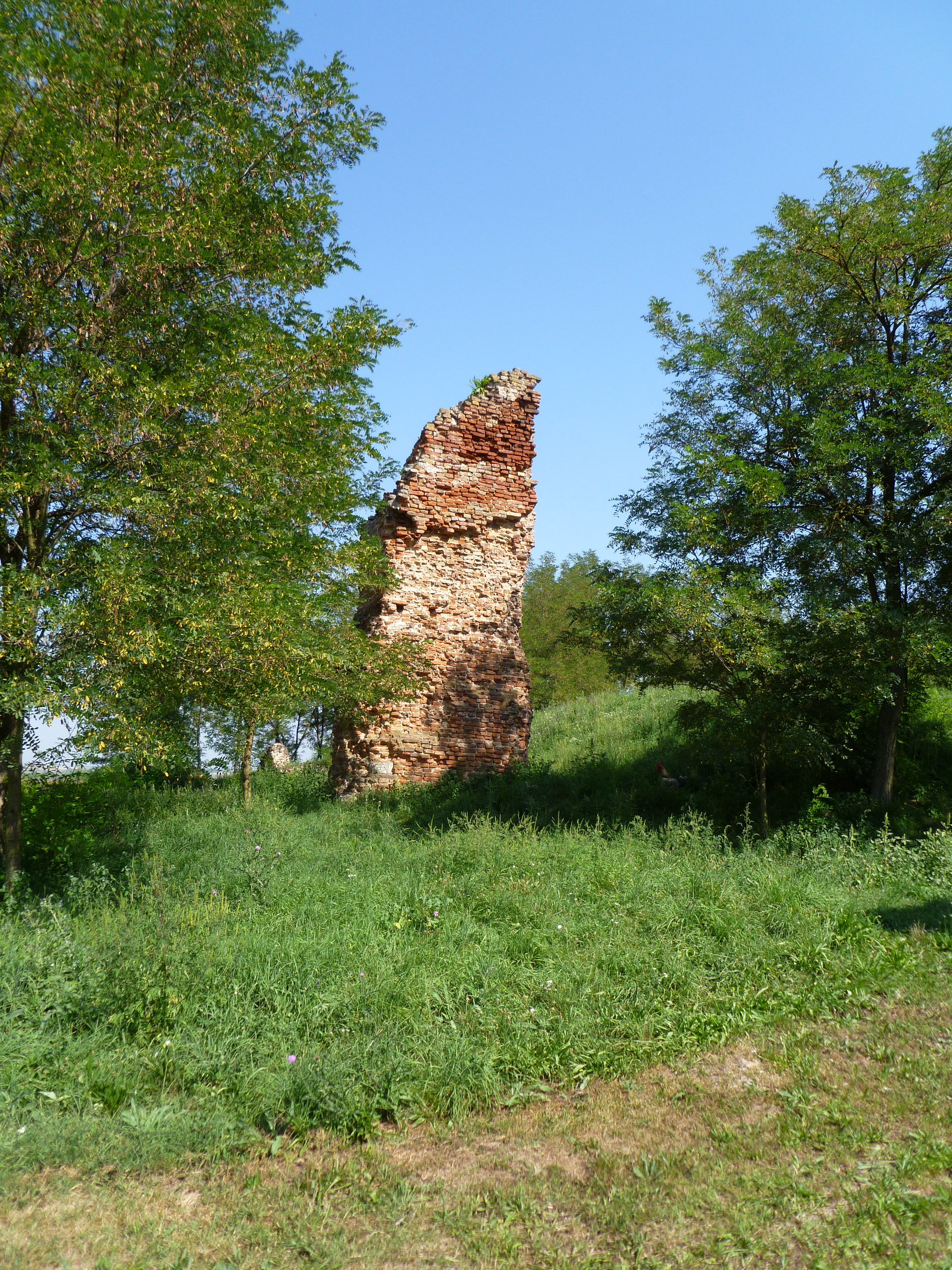
Döbrököz vára - 2011
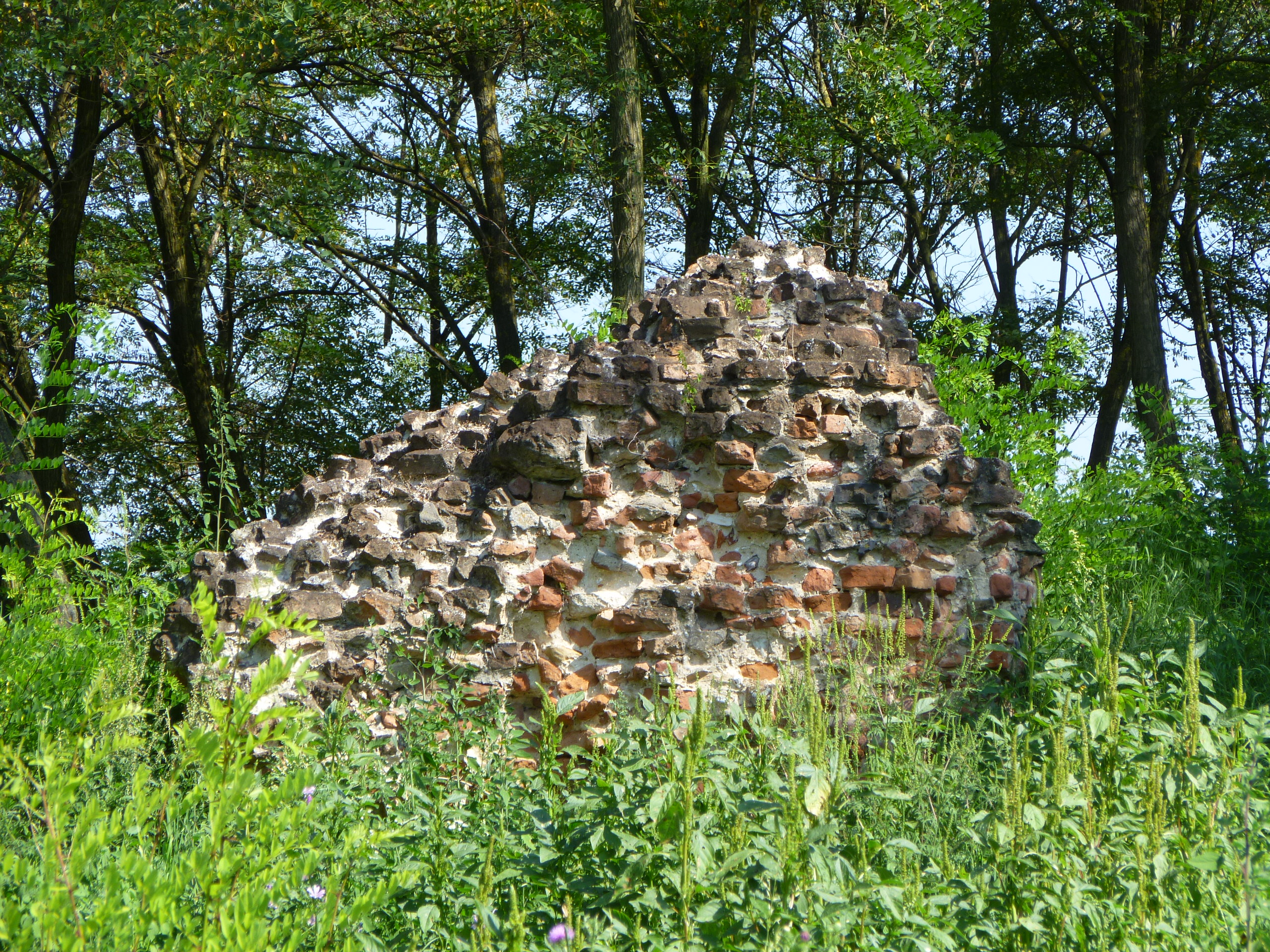
Döbrököz vára 2
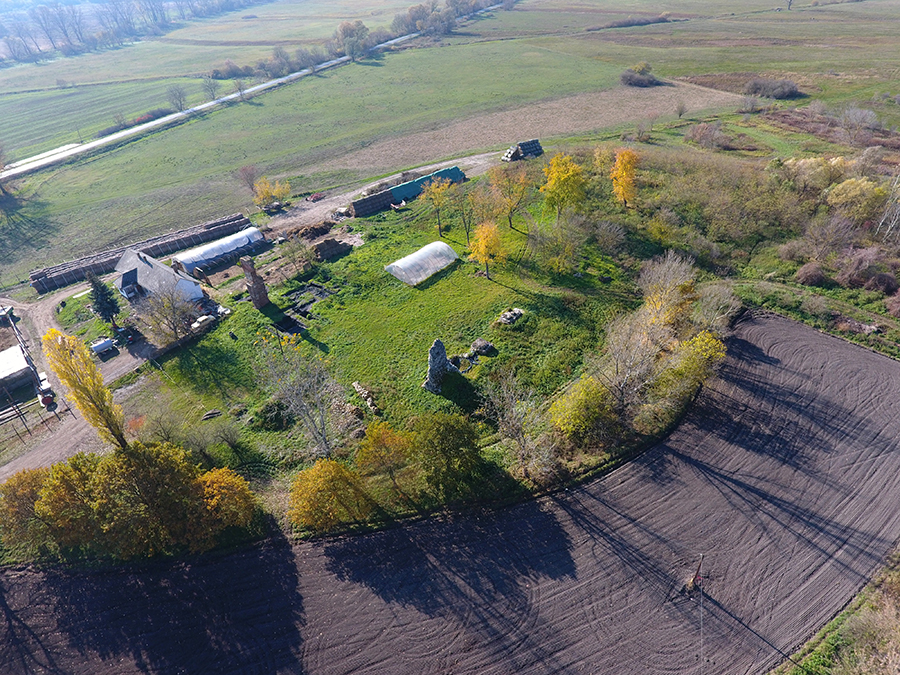
Dombóvár - Dombó Pál vára - Gyólyavár (légi fotó)
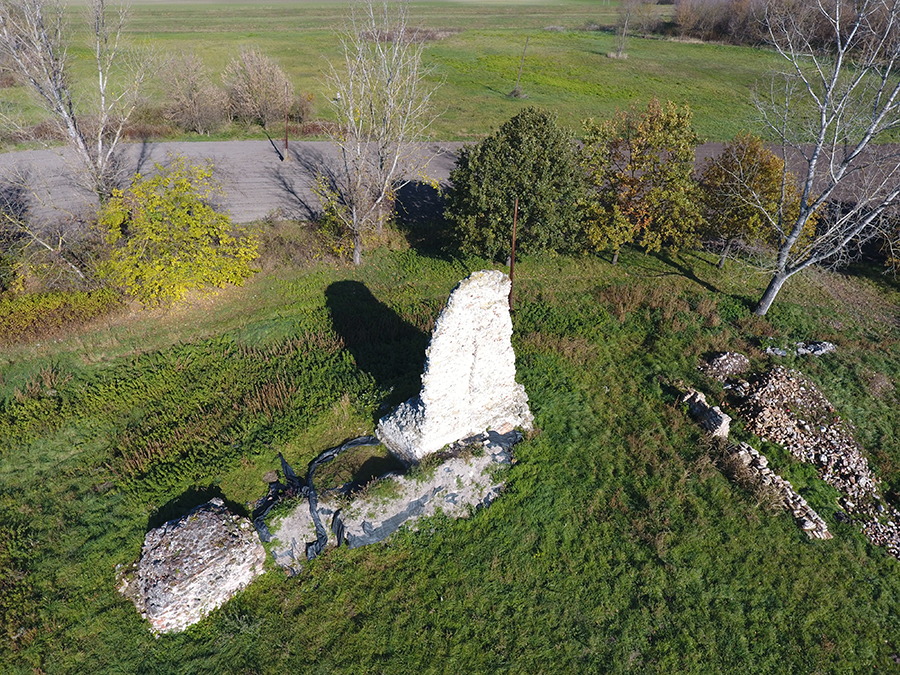
Dombóvár - Dombó Pál vára - Gyólyavár légi felvételen
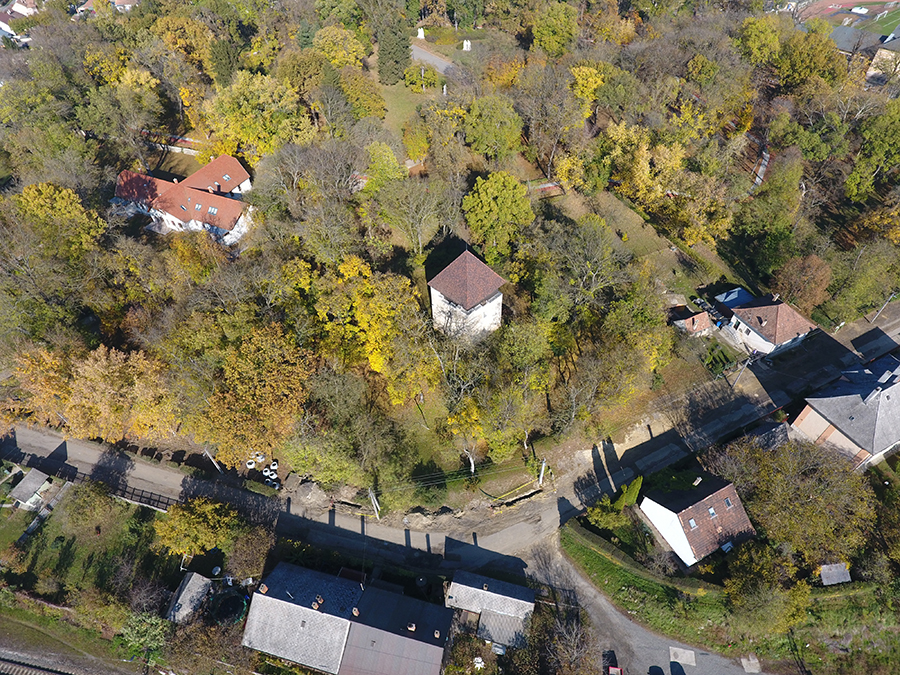
Dombóvár - Szigeterdő madártávlatból

## Külső hivatkozások
- DomboPedia
- Dombó vára/gólyavár
- Dombóvár,Dombó Pál utca
- Folynak az ásatások Dombó váránál
- Várak és erődített helyek a Kárpát-medencében
- Újabb leletek után kutatnak a régészek a "Gólyavár" területén
- A "dombói vár kályhacsempe leletei" Boldizsár Péter előadása